# Закавказский фронт ПВО
Закавказский фронт ПВО — оперативно-стратегическое объединение войск ПВО в вооружённых силах СССР во время Великой Отечественной войны. Существовало два формирования фронта.

## Закавказский фронт ПВО I-го формирования
Закавказский фронт ПВО I-го формирования образован Приказом НКО СССР № 0091 от 5 июня 1943 года на базе Закавказской зоны ПВО. В состав фронта вошли:
- Бакинская армия ПВО:
  - 8-й истребительный авиационный корпус ПВО
- Грозненский дивизионный район ПВО;
- 2 зенитных артиллерийских бригады;
- 11 зенитных артиллерийских полков;
- 2 зенитно-пулеметных полка;
- зенитный прожекторный полк
- полк ВНОС;
- полк аэростатов заграждения;
- 126-я истребительная авиационная дивизия ПВО;
- 298-я истребительная авиационная дивизия.

Закавказский фронт ПВО I-го формирования директивой Генштаба Красной Армии № орг/4/136084 от 04.07.1943 года реорганизован к 10 июля 1943 года вновь в Закавказскую зону ПВО, которая вошла в состав Восточного фронта ПВО.

## Закавказский фронт ПВО II-го формирования
Закавказский фронт ПВО 2-го формирования образован постановлением ГКО № 5508сс от 29.03.1944 года и директивой Генштаба Красной Армии № орг/4/307445 от 10.4.1944 года.
В состав фронта вошли:
- Бакинская армия ПВО:
  - 8-й истребительный авиационный корпус ПВО
  - 11 отдельных зенитных артиллерийских полков;
  - 2 зенитно-пулеметных полка;
- соединения и части фронтового подчинения:
  - 298-я истребительная авиационная дивизия.

К началу 1945 года фронт насчитывал в своем составе:
- Бакинская армия ПВО:
  - 8-й истребительный авиационный корпус ПВО;
  - соединения и части армейского подчинения;
- соединения и части фронтового подчинения:
  - две бригады (2-я бригада ПВО, 8-я бригада ПВО);
  - 298-я истребительная авиационная дивизия.

К 15 апреля 1945 года Закавказский фронт ПВО 2-го формирования приказом НКО № 007 от 23.03.1945 г. расформирован. Задачи ПВО региона были возложены на Бакинскую армию ПВО и 99-ю дивизию ПВО.

## Командный состав
- Командующий — генерал-лейтенант артиллерии П. Е. Гудыменко
- Члены Военного совета — генерал-майор авиации Ф. Н. Хоробрых
- Начальник штаба — генерал-майор артиллерии Г. Х. Чайлахян

## Боевая задача фронта
Главная задача фронта состояла в ПВО района Баку и нефтепромыслов Апшеронского полуострова.

## Боевые действия
Действия войск Закавказского фронта ПВО в основном ограничивались борьбой с разведывательной авиацией противника. В необходимых случаях по решению Ставки из его состава выделялись значительные силы и средства для усиления других фронтов ПВО. Это способствовало обеспечению боевой готовности системы ПВО прифронтовой полосы.